# Elia Comini
Elia Comini SDB (* 7. Mai 1910 in Calvenzano; † 1. Oktober 1944 in Salvaro) war ein italienischer Ordenspriester. Er wurde gemeinsam mit anderen Geiseln Opfer des nationalsozialistischen Massakers von Salvaro und gilt in der römisch-katholischen Kirche als Märtyrer.

## Leben
1914 zog seine Familie von Calvenzano nach „Casetta“, in die Pfarrei Salvaro bei Grizzana Morandi (Provinz Bologna). Der dortige Pfarrer Fidenzio Mellini war als Soldat in Turin gewesen und hatte dort Don Bosco kennengelernt. Aufgrund dieser Begegnung war er selbst Priester geworden. Im Blick auf die religiösen, sozialen und intellektuellen Fähigkeiten des jungen Elia empfahl er den Eltern, den Jungen auf eine Schule der Salesianer Don Boscos in Finale Emilia zu schicken. Dort entschloss sich Elia Comini, selbst Salesianer Don Boscos zu werden. Nach dem Noviziat legte er 1926 in Castel de Britti (Provinz Bologna) seine ersten Gelübde ab. Er vollendete seine Studien in Valsalice und studierte dann an der staatlichen Universität Mailand. Am 16. März 1935 empfing er in der Kathedrale von Brescia die Priesterweihe. Der junge Pater wurde zunächst als Lehrer und Erzieher an der Salesianer-Schule in Chiara bei Brescia und dann im salesianischen Aspirantat in Treviso (Provinz Bergama) eingesetzt. 

## Martyrium 1944
Während des Sommers 1944 ging Comini in seine Heimatpfarrei, um seine allein lebende Mutter zu besuchen und den dortigen Pfarrer zu entlasten. Die Gegend war aber zu dieser Zeit auch Hauptplatz des Kriegs zwischen den Alliierten und den Deutschen, was eine große Not und nahezu totale Zerstörung zur Folge hatte. Gemeinsam mit dem Dehonianerfrater Martin Capelli setzte er sich für die Flüchtlinge und Kranken ein und beerdigte die Toten. Gleichzeitig versuchten sie unter Einsatz des eigenen Lebens, als Friedensvermittler zwischen den Alliierten und den Deutschen zu wirken. Ende September hatte die SS nach einem Kampf mit Partisanen 69 Geiseln genommen. Als am 29. September die beiden Priester gerufen wurden, einem Verletzten seelsorgerlich zu Hilfe zu eilen, wurden sie auf dem Weg dorthin von deutschen Truppen verhaftet, die in ihnen Partisanenspione vermuteten. Sie zwangen daraufhin die Priester zum Arbeitsdienst, bevor sie sie zusammen mit den Geiseln in dem Stall einer Spinnerei einsperrten. Als ihm innerhalb des Lagers Freigang angeboten wurde, lehnte er dies als Bevorzugung ab. Schließlich wurden sie gemeinsam mit den Geiseln zum Tod verurteilt. Nachdem die beiden Priester vielen Mitverurteilten die Beichte abgenommen hatten, wurden sie am Sonntag, den 1. Oktober 1944, gemeinsam mit 44 weiteren Gefangenen im fast leeren Wasserbecken der Spinnerei erschossen. Nur zwei der Opfer überlebten unter den Leichen der anderen und konnten sich nach Weggang der Deutschen befreien. Als nach einigen Tagen das Wasserbecken geöffnet wurde, wurden die Leichname in den Reno gespült und gingen verloren.

## Seligsprechungsprozess
Am 3. Dezember 1995 wurde der diözesane Seligsprechungsprozess eröffnet und am 25. November 2001 abgeschlossen. Papst Franziskus erkannte am 18. Dezember 2024 Cominis Tod als Martyrium an, womit die letzte Voraussetzung für die Seligsprechung erfüllt ist.